# Voirie
La voirie est à la fois l'ensemble des voies de circulation (le réseau routier : routes, chemins, rues, etc.) et de leurs dépendances ; et la nature et la structure de ces voies (voie unique, 2 × 2 voies, etc.). Initialement, une voirie, parfois écrite « voierie », était un lieu où l'on portait les ordures, les immondices. Certaines rues, comme à Paris, portaient à cet effet le nom de rue de la voierie, rue de la voirie ou chemin de la voirie.

## Classement des voiries
Les voiries peuvent être classées de plusieurs façons.

### Par gestionnaire
La charge financière de construire et entretenir les voiries est partagée entre de multiples acteurs : l'État (routes nationales et autoroutes non concédées), les régions de Belgique, les provinces du Canada, les conseils départementaux français (routes départementales et routes nationales d'intérêt local), les métropoles, les communautés de communes ou d'agglomération, les communes ou même des organismes privés (sociétés d'autoroutes, associations syndicales de lotissement ou centre commerciaux).
Dans des conditions ordinaires, cette notion n'a aucune conséquence sur l'usager. Les règles du code de la route s'appliquent de la même façon sur toutes les voies ouvertes à la circulation publique. La connaissance du gestionnaire ne lui est utile qu'en cas de procédure administrative (autorisation de voirie, certificat d'alignement) ou en cas de conflit (accident dû à un défaut d'entretien). En France, c'est la justice administrative qui est compétente pour les dommages dits de travaux publics.

### Par statut juridique
En France, le classement d'une voie en agglomération accroît les pouvoirs de police du maire (il réglemente les régimes de priorité par exemple sauf sur voie à grande circulation : Préfet) mais lui fait supporter aussi des charges supplémentaires (prise en charge des frais d'éclairage par exemple). Pour l'usager, cette situation est matérialisée par un panneau d'entrée d'agglomération et implique une limitation de vitesse à 50 km/h ou moins.
Au contraire, le classement d'une voie à grande circulation soumet les arrêtés municipaux de circulation à l'accord du préfet, représentant de l'État. L'usager bénéficie d'un régime de priorité matérialisé par des panneaux spécifiques (AB6, voir lien externe) en forme de losange.
Les voies express sont définies en France par les articles L151-1 et suivants du code de la voirie routière. Elles ne sont accessibles qu'en des endroits particuliers contrairement aux voies ordinaires auxquelles les riverains ont accès sans limitation.
Les autoroutes, définies par les articles L122-1 et suivants du même code sont en outre interdites aux piétons et à certains véhicules (cycles, convois exceptionnels, etc.).
Les chemins ruraux présentent la particularité d'appartenir au domaine privé des communes. Ils ne sont pas soumis aux obligations d'entretien comme les voies communales (domaine public). 
Pour en savoir plus, voyez la circulaire du ministre de l'Intérieur n° 426 du 31 juillet 1961 relative à la voirie communale.
La voirie forestière est une notion large, qui englobe la route forestière, les voies du lieu coupe et récolte du bois dans la forêt jusqu'au lieu de transformation ou de valorisation des bois. Cette voirie est publique ou privée, selon les cas et permet notamment aux grumiers, porte-engins, tracteurs, etc. de circuler.

## Vocabulaire routier
- L'emprise est la propriété foncière (cadastre) affectée par le gestionnaire à un usage routier; il inclut la route elle-même et ses dépendances (aire de stationnement).
- L'assiette est la partie de l'emprise réellement utilisée par la route (incluant les talus). Les terrains inutilisés sont qualifiés de délaissés.
- La chaussée est la partie revêtue qui est destinée à la circulation. Elle peut être divisée en plusieurs voies de circulation.
- Les accotements et l'éventuel terre-plein central bordent la ou les chaussées. Les dispositifs de sécurité (glissières, séparateurs) y sont implantés ; ils sont séparés de la chaussée par des bandes dérasées destinées à prendre en compte l'effet psychologique de mur qui conduit les automobilistes à s'en écarter. Sur voies rapides, la bande dérasée de droite est généralement élargie et revêtue pour constituer une bande d'arrêt. La berme est la partie d'accotement qui assure la jonction avec le fossé ou le talus. Le terre-plein central peut être interrompu à certains endroits pour ouvrir la circulation sur l'autre voie, on parle d'Interruption du terre-plein central (ITPC).
En ville, les chaussées sont bordées de trottoirs.
- La bande de roulement se mesure entre dispositifs de sécurité. Elle comprend donc la chaussée et les bandes dérasées le cas échéant.
- Enfin, la plate-forme réunit accotements, chaussées et terre-plein central.

## Signalisation routière
Afin de guider les voyageurs, une signalisation spécifique s'est constituée. Limitée tout d'abord aux bornes, puis développée par des particuliers (Michelin, l'Automobile club de France), elle a ensuite été prise en charge par les États. Elle comporte plusieurs types d'indicateurs :
- signalisation horizontale (peinture sur la chaussée, dispositifs réfléchissants) ou verticale (panneaux, signaux lumineux) ;
- signalisation statique (panneaux, peinture) ou lumineuse (feux de dangers, tricolores de croisement) ;
- signalisation permanente ou temporaire (travaux, occupation particulière de la voirie, pour une manifestation ou une course cycliste).